# Гешов, Иван Евстратиев
Иван Евстратиев Гешов (болг. Иван Евстратиев Гешов; 20 февраля 1849, Пловдив — 11 марта 1924, София) — болгарский политик, лидер Народной партии, премьер-министр Болгарии в 32-м правительстве (1911—1913), академик. Гешов был также председателем Болгарского книжного общества (1898—1911), Болгарской академии наук (1911—1924) и Болгарского красного креста (1899—1924).